# Rosita (Texas)
Rosita, in precedenza noto come Rosita South, è un census-designated place (CDP) degli Stati Uniti d'America della contea di Maverick nello Stato del Texas. La popolazione era di 2 574 abitanti al censimento del 2000.

## Geografia fisica
Rosita è situata a 28°37′28″N 100°26′01″W (28.624308, -100.433557).
Secondo lo United States Census Bureau, ha un'area totale di 8,0 miglia quadrate (20,6 km²).

## Società

### Evoluzione demografica
Secondo il censimento del 2000, la popolazione era di 2 574 abitanti.

### Etnie e minoranze straniere
Secondo il censimento del 2000, la composizione etnica del CDP era formata dal 58,39% di bianchi, lo 0,19% di afroamericani, il 15,97% di nativi americani, lo 0,12% di oceanici, il 22,69% di altre razze, e il 2,64% di due o più etnie. Ispanici o latinos di qualunque razza erano l'83,14% della popolazione.